# Ryan (Iowa)
Ryan és una població dels Estats Units a l'estat d'Iowa. Segons el cens del 2000 tenia 410 habitants.

## Demografia
Segons el cens del 2000, Ryan tenia 410 habitants, 158 habitatges, i 97 famílies. La densitat de població era de 368,1 habitants/km².
Dels 158 habitatges en un 35,4% hi vivien nens de menys de 18 anys, en un 53,8% hi vivien parelles casades, en un 5,1% dones solteres, i en un 38% no eren unitats familiars. En el 32,9% dels habitatges hi vivien persones soles el 15,8% de les quals corresponia a persones de 65 anys o més que vivien soles. El nombre mitjà de persones vivint en cada habitatge era de 2,59 i el nombre mitjà de persones que vivien en cada família era de 3,47.
Per edats la població es repartia de la següent manera: un 32,2% tenia menys de 18 anys, un 6,8% entre 18 i 24, un 30% entre 25 i 44, un 18,5% de 45 a 60 i un 12,4% 65 anys o més.
L'edat mediana era de 33 anys. Per cada 100 dones de 18 o més anys hi havia 104,4 homes.
La renda mediana per habitatge era de 34.250 $ i la renda mediana per família de 42.813 $. Els homes tenien una renda mediana de 30.250 $ mentre que les dones 21.417 $. La renda per capita de la població era de 14.576 $. Entorn del 7,5% de les famílies i el 8,7% de la població estaven per davall del llindar de pobresa.

## Poblacions més properes
El següent diagrama mostra les poblacions més properes.